# Wouter Wippert
Wouter Wippert (Wierden, Overijssel, 14 d'agost de 1990) és un ciclista neerlandès, professional des del 2012. En el seu palmarès destaca una victòria d'etapa al Tour Down Under de 2015, de l'UCI World Tour.

## Palmarès
- 2010
  - Vencedor d'una etapa a la Volta a Eslovàquia
- 2011
  - Vencedor d'una etapa al Tour de Berlín
  - Vencedor d'una etapa al Tour de l'Avenir
  - Vencedor de 3 etapes a la Volta a la província de Namur
- 2012
  - Vencedor d'una etapa al Triptyque des Monts et Châteaux
- 2013
  - Vencedor d'una etapa a la Volta a la província de Namur
- 2014
  - Vencedor de 2 etapes a la New Zealand Cycle Classic
  - Vencedor de 2 etapes al Tour de Kumano i 1r de la classificació per punt
  - Vencedor d'una etapa al Tour de Taiwan
  - Vencedor d'una etapa a la Volta al Japó
  - Vencedor d'una etapa a la Volta a la Xina II
  - Vencedor d'una etapa al Tour de Hainan
- 2015
  - Vencedor d'una etapa al Tour Down Under
  - Vencedor de 2 etapes al Tour de Taiwan
  - Vencedor de 2 etapes al Tour de Corea
- 2017
  - 1r al Circuit del País de Waes
  - Vencedor de 2 etapes al Tour d'Alberta
- 2018
  - 1r a l'Omloop Mandel-Leie-Schelde
- 2019
  - Vencedor de 2 etapes a la Belgrad-Banja Luka
  - Vencedor d'una etapa a la Volta a Hongria